# The Astral Sleep
The Astral Sleep (с англ. — «Астральный сон») — второй студийный альбом шведской группы Tiamat, выпущенный в 1991 году.

## Стиль, отзывы критиков
Альбом начинается и завершается короткими синтезаторными композициями («Neo Aeon» и «The Seal»). По словам Эдуардо Ривадавии, критика сайта Allmusic.com, на этом диске уже стала заметна трансформация грубого дэт-гроулинга Йохана Эдлунда в менее экстремальный «хриплый рык», а музыка по сравнению с предыдущими работами группы стала разнообразнее и обогатилась партиями клавишных и акустической гитары. В целом рецензент дал альбому высокую оценку.

## Список композиций
1. Neo Aeon (Intro) — 02:09
2. Lady Temptress — 03:44
3. Mountain of Doom — 05:28
4. Dead Boys' Choir — 01:53
5. Sumerian Cry, Part 3 — 05:16
6. On Golden Wings — 04:58
7. Ancient Entity — 06:20
8. The Southernmost Voyage — 03:14
9. Angels Far Beyond — 08:50
10. I Am the King (Of Dreams) — 04:34
11. A Winter Shadow — 05:25
12. The Seal (Outro) — 01:52

## Участники записи
- Йохан Эдлунд — вокал, ритм-и лидер гитары, доп. клавишные
- Томас Петерссон — лидер-гитара, акустическая гитара
- Йорген Тулльберг — бас-гитара
- Никлас Экстранд — ударные

+
- Jonas Malmsten – клавишные
- Waldemar Sorychta – гитарное соло на "Ancient Entity"